# Кристоф, Агота
Агота Кри́стоф (Криштоф, венг. Kristóf Ágota; 30 октября 1935, Чикванд (ныне — в медье Дьёр-Мошон-Шопрон), Венгрия — 27 июля 2011, Невшатель, Швейцария) — швейцарская писательница и драматург венгерского происхождения, писавшая свои произведения на французском языке.

## Биография
Родилась в венгерской деревне Чикванд в семье деревенского учителя, в молодости тоже писавшего стихи. Агота свои первые стихи написала ещё в 14-летнем возрасте. В 1954 году, вскоре после окончания школы, она вышла замуж за своего бывшего учителя истории. В 1956 году, после подавления антикоммунистического восстания, вместе с первым мужем и месячной дочерью переехала в Швейцарию, где жила в городе Нёвшатель. До 1961 года работала на фабрике простой рабочей.
Автор ряда пьес и постановок для радио. Агота Кристоф великолепно владела французским, что позволяло ей с успехом писать на неродном для неё языке. Начала учить язык в достаточно зрелом возрасте, в 1956 году, после своего переезда во Францию.
В 1986 году критики с восторгом приняли первый роман Аготы — стилизованное под дневник постницшеанское произведение «Толстая тетрадь», вышедший в издательстве Edition du Seuil, который описывал жизнь двух братьев-близнецов во время Второй мировой войны. Книга была с восторгом принята критиками и удостоена престижной премии «Почётная лента франкофонии». В 1997 роман был переведён на русский язык и опубликован в журнале «Иностранная литература» в том же году. История, рассказанная в этом произведении, получила продолжение в её романах «Доказательство» (1987) и «Третья ложь» (1991, премия «Ливр энтер» 1992 года); все три романа составляют «Трилогию близнецов» (фр. La trilogie des jumeaux), она переведена на 33 языка. Фильм «Третья ложь» снял по трилогии Томас Винтерберг (2000). Фильм по роману «Толстая тетрадь» также снял Янош Сас (2013, ).

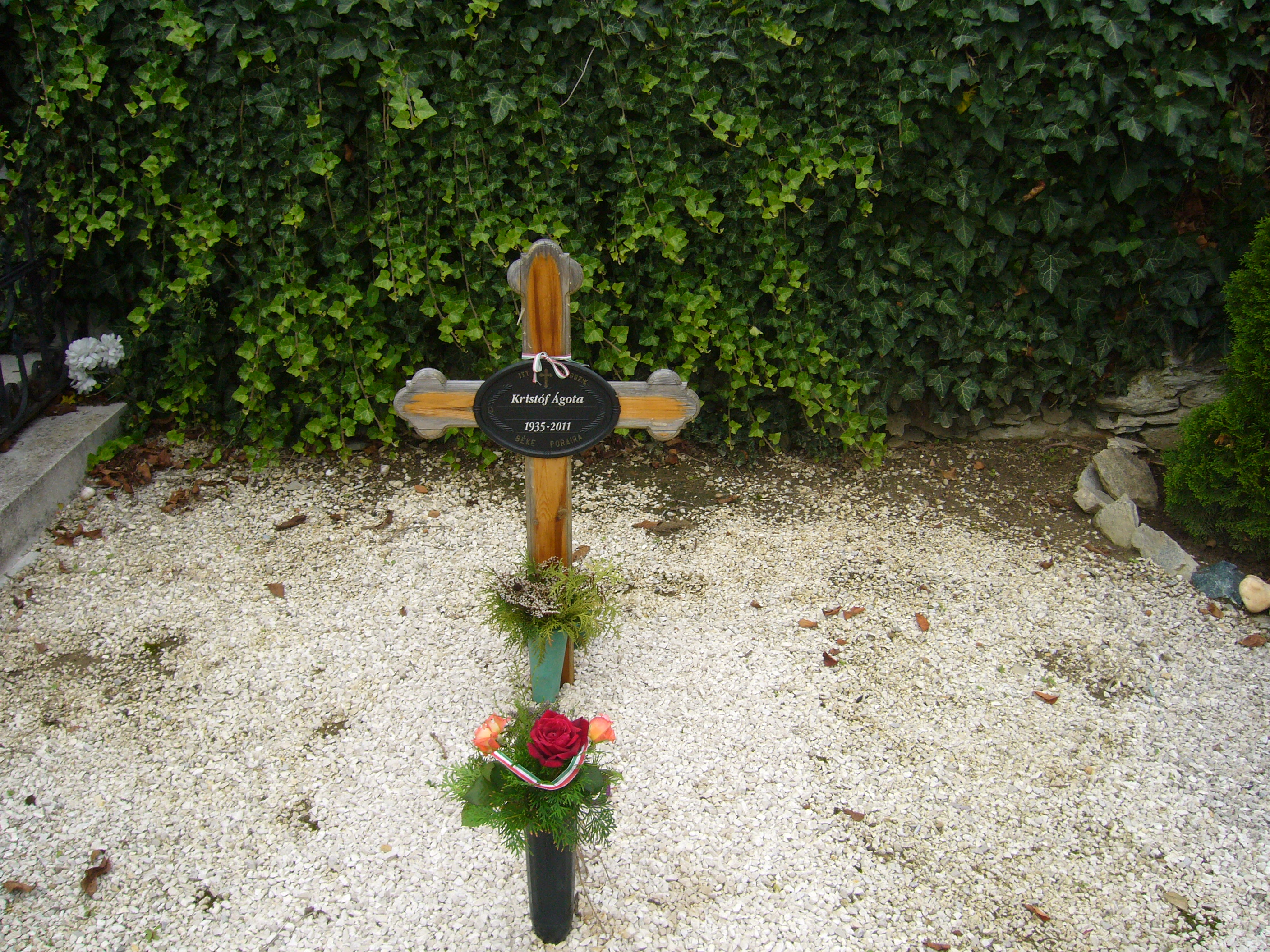
Могила Аготы Кристоф

После трилогии Агота Кристоф пыталась найти новые темы для своих произведений. В 1995 году выходит следующий её роман: «Вчера». Книга была воспринята критиками доброжелательно, но не пользовалась особенной популярностью у читательской публики.
Согласно прессе, последние несколько лет жизни Кристоф не занималась литературой. Последней её книгой был сборник коротких рассказов «Всё равно» (фр. C’est égal), опубликованный в 2005 году в том же издательстве, что и «Толстая тетрадь». Умерла в своём доме в ночь на среду 27 июля 2011 года в возрасте 75 лет.

## Спектакли
- «Толстая тетрадь» (Театр Глобус, Новосибирск, 2010)
- «Толстая тетрадь» (Театр Кукол, Пермь, 2015)
- «Толстая тетрадь» (ГИТИС, Москва, мастерская Олега Кудряшова, режиссёр Татьяна Тарасова, 2020)

## Признание
В последнее десятилетие жизни заслуги Аготы Кристоф были отмечены многими престижными литературными премиями, в частности, премией Готфрида Келлера в 2001 году и премией Фридриха Шиллера в 2005 году. Прочие награды: Австрийская государственная премия по европейской литературе (2008), премия имени Кошута (2011).